# Limba picardă
Picardă (Picard) este o limbă romanică ( în Franța , în Belgia și Valonia (Hainaut) ). 

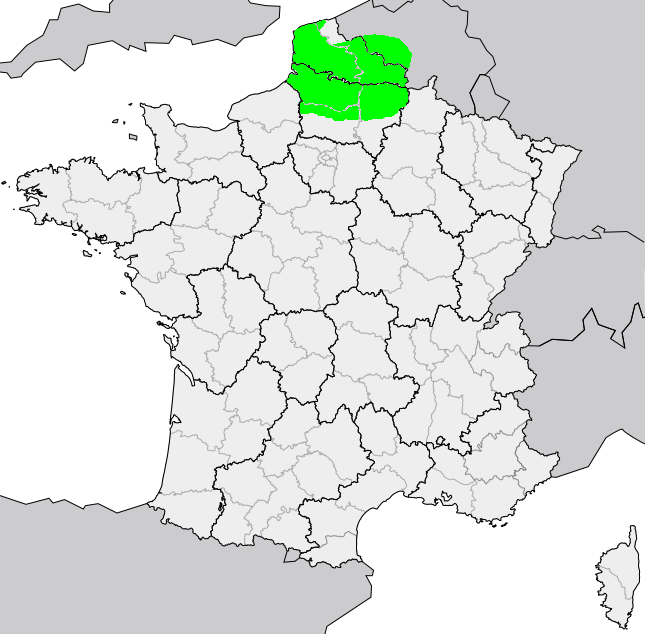
Picard

Picardie

Walonnie

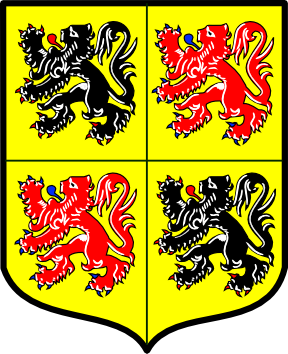
Hénau

Nord-Pas-de-Calais

### Audio
http://ches.diseux.free.fr/sons/d85.mp3
http://ches.diseux.free.fr/diri/dir85.htm
Centre de Ressources pour la Description de l'Oral (CRDO) ( http://www.language-archives.org/language/pcd Arhivat în 11 august 2011, la Wayback Machine. )